# Калькштейн
Калькштейн (пол. Kalkstein) — Прусско-польский дворянский род герба Кос.
Происходит из Восточной Пруссии, где его предки упоминаются уже в 1284 как ленники епископа Эрмландского. С начала XVII века его ветвь состояла в польском подданстве. Альбрехт Калькштейн (умер в 1667) был коронным великим мечным в Польше. Двое Калькштейнов были прусскими фельдмаршалами.
Род Калькштейнов был внесён в списки дворян Царства Польского. Герб Кос (употребляют Калкштейны) внесён в Часть 3 Гербовника дворянских родов Царства Польского, стр. 48.
- Малер-Калькштейн, Менахем — израильский композитор, работал под псевдонимом Менахем Авидом.